# Dolovo (Tutin)
Dolovo (cirill betűkkel Долово) település Szerbiában, a Raškai körzet Tutini községében.

## Népesség
- 1948-ban 631 lakosa volt.
- 1953-ban 708 lakosa volt.
- 1961-ben 783 lakosa volt.
- 1971-ben 725 lakosa volt.
- 1981-ben 713 lakosa volt.
- 1991-ben 614 lakosa volt.
- 2002-ben 465 lakosa volt,[1] akik közül 448 bosnyák (96,34%), 16 muzulmán és 1 ismeretlen.[2]